# یواس‌اس ولی فورج (سی‌وی-۴۵)

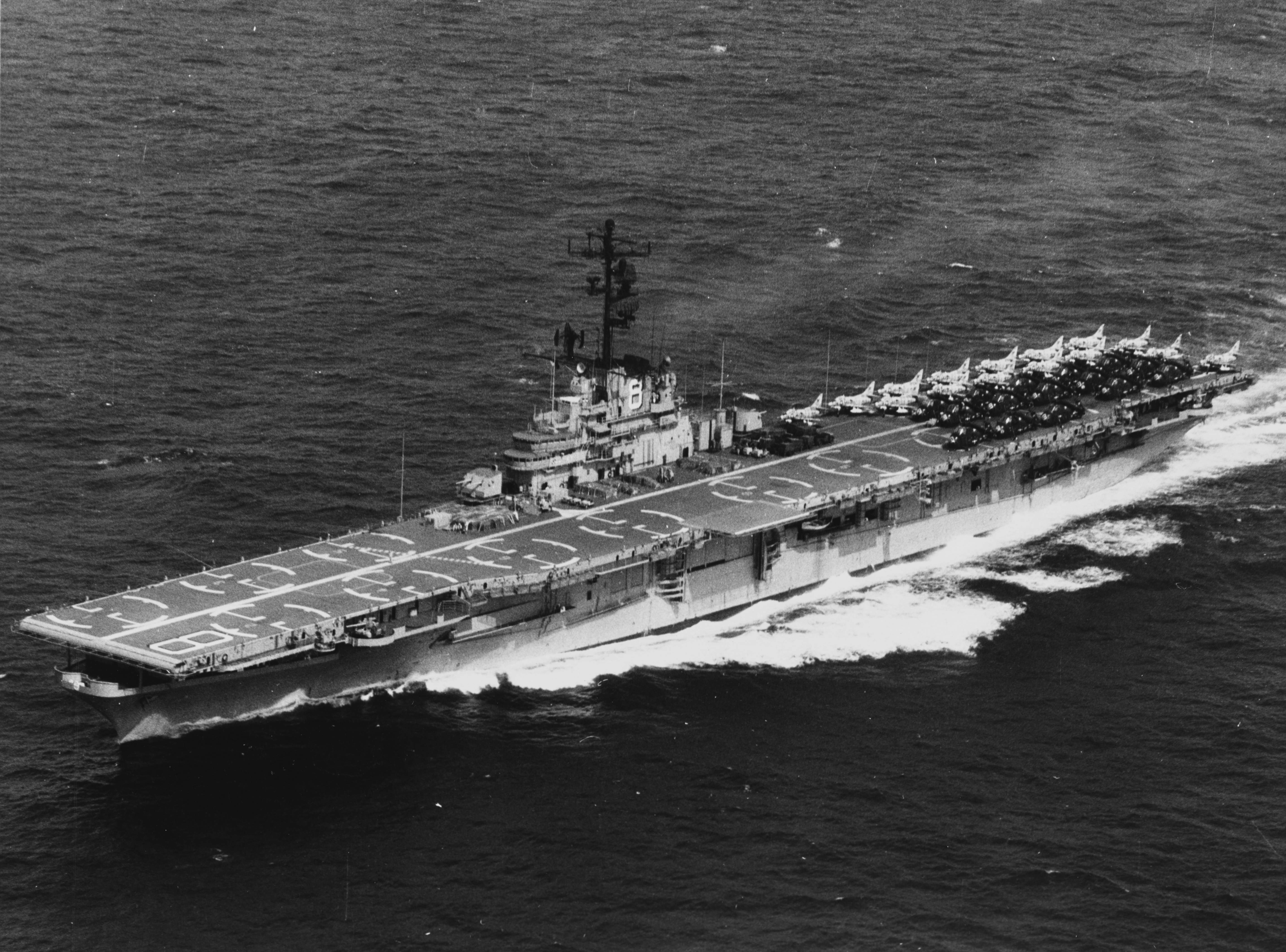

یواس‌اس ولی فورج (سی‌وی-۴۵) (به انگلیسی: USS Valley Forge (CV-45)) یکی از ۲۴ ناو هواپیمابر کلاس اِسکس بود که در طول جنگ جهانی دوم و کمی پس از آن، برای خدمت در نیروی دریایی ایالات متحده ساخته شد. این کشتی اولین کشتی نیروی دریایی ایالات متحده بود که این نام را یدک می‌کشید و نام آن از دره فورج، اردوگاه زمستانی ارتش قاره‌ای ژنرال جورج واشنگتن در سال‌های ۱۷۷۷-۱۷۷۸ گرفته شد.